# Blade Runner 2049 (soundtrack)
Blade Runner 2049 is de originele soundtrack van de film met dezelfde naam die werd gecomponeerd door Hans Zimmer en Benjamin Wallfisch. Het album werd uitgebracht op 5 oktober 2017 door Epic Records.
Aanvankelijk had filmregisseur Denis Villeneuve de opdracht toegewezen aan Jóhann Jóhannsson. Villeneuve die uiteindelijk toch het streven had om dicht bij het origineel te blijven van de voorloper (Vangelis), kwam hiermee terug op zijn besluit. Eind juli 2017 werd daarom Zimmer benaderd die eerder met uitvoerend producent Ridley Scott werkte aan films als Gladiator en Black Hawk Down om de volledige originele filmmuziek te voltooien. Zimmer werd hiermee bijgestaan door Wallfisch, die eerder een samenwerking had met Zimmer aan de films Hidden Figures en Dunkirk. Ook is het album voorzien van enkele nummers van Frank Sinatra en Elvis Presley. Op 14 oktober 2017 kwam het album binnen op plaats 56 in de Vlaamse Ultratop 200 Albums.

## Nummers
Disc 1
| Nr. | Titel                       | Duur |
| --- | --------------------------- | ---- |
| 1.  | 2049                        | 3:37 |
| 2.  | Sapper's Tree               | 1:36 |
| 3.  | Flight to LAPD              | 1:47 |
| 4.  | Summer Wind – Frank Sinatra | 2:54 |
| 5.  | Rain                        | 2:26 |
| 6.  | Wallace                     | 5:23 |
| 7.  | Memory                      | 2:32 |
| 8.  | Mesa                        | 3:10 |
| 9.  | Orphanage                   | 1:13 |
| 10. | Furnace                     | 3:41 |
| 11. | Someone Lived This          | 3:13 |
| 12. | Joi                         | 3:51 |

Disc 2
| Nr. | Titel                                                       | Duur  |
| --- | ----------------------------------------------------------- | ----- |
| 1.  | Pilot                                                       | 2:17  |
| 2.  | Suspicious Minds – Elvis Presley                            | 4:22  |
| 3.  | Can't Help Falling in Love – Elvis Presley                  | 3:02  |
| 4.  | One For My Baby (And One More For the Road) – Frank Sinatra | 4:24  |
| 5.  | Hijack                                                      | 5:32  |
| 6.  | That's Why We Believe                                       | 3:36  |
| 7.  | Her Eyes Were Green                                         | 6:17  |
| 8.  | Sea Wall                                                    | 9:52  |
| 9.  | All the Best Memories Are Hers                              | 3:22  |
| 10. | Tears In the Rain                                           | 2:10  |
| 11. | Blade Runner                                                | 10:05 |
| 12. | Almost Human – Lauren Daigle                                | 3:22  |

## Achtergrond

### Musici
- Owen Gurry – gitaar
- Howard Scarr – synthesizer
- Tristan Schulze – cello & viool
- Chas Smith – exotische muziekinstrumenten
- Simone Vitucci – cello
- Mark Wherry – digital instruments design
- Hans Zimmer – synth programming

### Overige credits
De nummers die niet door Hans Zimmer en Benjamin Wallfisch zijn geschreven.
- "Summer Wind" geschreven door Hans Bradtke, Heinz Meier & John H. Mercer
- "Suspicious Minds" geschreven door Mark James
- "Can't Help Falling in Love" geschreven door George David Weiss, Hugo E. Peretti & Luigi Creatore
- "One For My Baby (And One More For the Road)" geschreven door Harold Arlen & John H. Mercer
- "Tears In the Rain" geschreven door Vangelis ("Tears In Rain" van de soundtrack Blade Runner)
- "Almost Human" geschreven door Gerald Trottman, Ghian Wright, Kayla Morrison, Lauren Daigle & Michael Hodges

## Hitnoteringen

### VlaamseUltratop 200 Albums
| Hitnotering: (Week 1 t/m 4) 14-10-2017 t/m 04-11-2017 Hitnotering: (Week 5 t/m 6) 25-11-2017 t/m 02-12-2017 Hitnotering: (Week 7 t/m 9) 23-12-2017 t/m 06-01-2018 Hitnotering: (Week 10 t/m 11) 20-01-2018 t/m 27-01-2018 Hitnotering: (Week 12 t/m 14) 17-02-2018 t/m 03-03-2018 Hitnotering: (Week 15) 14-04-2018 | Hitnotering: (Week 1 t/m 4) 14-10-2017 t/m 04-11-2017 Hitnotering: (Week 5 t/m 6) 25-11-2017 t/m 02-12-2017 Hitnotering: (Week 7 t/m 9) 23-12-2017 t/m 06-01-2018 Hitnotering: (Week 10 t/m 11) 20-01-2018 t/m 27-01-2018 Hitnotering: (Week 12 t/m 14) 17-02-2018 t/m 03-03-2018 Hitnotering: (Week 15) 14-04-2018 | Hitnotering: (Week 1 t/m 4) 14-10-2017 t/m 04-11-2017 Hitnotering: (Week 5 t/m 6) 25-11-2017 t/m 02-12-2017 Hitnotering: (Week 7 t/m 9) 23-12-2017 t/m 06-01-2018 Hitnotering: (Week 10 t/m 11) 20-01-2018 t/m 27-01-2018 Hitnotering: (Week 12 t/m 14) 17-02-2018 t/m 03-03-2018 Hitnotering: (Week 15) 14-04-2018 | Hitnotering: (Week 1 t/m 4) 14-10-2017 t/m 04-11-2017 Hitnotering: (Week 5 t/m 6) 25-11-2017 t/m 02-12-2017 Hitnotering: (Week 7 t/m 9) 23-12-2017 t/m 06-01-2018 Hitnotering: (Week 10 t/m 11) 20-01-2018 t/m 27-01-2018 Hitnotering: (Week 12 t/m 14) 17-02-2018 t/m 03-03-2018 Hitnotering: (Week 15) 14-04-2018 | Hitnotering: (Week 1 t/m 4) 14-10-2017 t/m 04-11-2017 Hitnotering: (Week 5 t/m 6) 25-11-2017 t/m 02-12-2017 Hitnotering: (Week 7 t/m 9) 23-12-2017 t/m 06-01-2018 Hitnotering: (Week 10 t/m 11) 20-01-2018 t/m 27-01-2018 Hitnotering: (Week 12 t/m 14) 17-02-2018 t/m 03-03-2018 Hitnotering: (Week 15) 14-04-2018 | Hitnotering: (Week 1 t/m 4) 14-10-2017 t/m 04-11-2017 Hitnotering: (Week 5 t/m 6) 25-11-2017 t/m 02-12-2017 Hitnotering: (Week 7 t/m 9) 23-12-2017 t/m 06-01-2018 Hitnotering: (Week 10 t/m 11) 20-01-2018 t/m 27-01-2018 Hitnotering: (Week 12 t/m 14) 17-02-2018 t/m 03-03-2018 Hitnotering: (Week 15) 14-04-2018 | Hitnotering: (Week 1 t/m 4) 14-10-2017 t/m 04-11-2017 Hitnotering: (Week 5 t/m 6) 25-11-2017 t/m 02-12-2017 Hitnotering: (Week 7 t/m 9) 23-12-2017 t/m 06-01-2018 Hitnotering: (Week 10 t/m 11) 20-01-2018 t/m 27-01-2018 Hitnotering: (Week 12 t/m 14) 17-02-2018 t/m 03-03-2018 Hitnotering: (Week 15) 14-04-2018 | Hitnotering: (Week 1 t/m 4) 14-10-2017 t/m 04-11-2017 Hitnotering: (Week 5 t/m 6) 25-11-2017 t/m 02-12-2017 Hitnotering: (Week 7 t/m 9) 23-12-2017 t/m 06-01-2018 Hitnotering: (Week 10 t/m 11) 20-01-2018 t/m 27-01-2018 Hitnotering: (Week 12 t/m 14) 17-02-2018 t/m 03-03-2018 Hitnotering: (Week 15) 14-04-2018 | Hitnotering: (Week 1 t/m 4) 14-10-2017 t/m 04-11-2017 Hitnotering: (Week 5 t/m 6) 25-11-2017 t/m 02-12-2017 Hitnotering: (Week 7 t/m 9) 23-12-2017 t/m 06-01-2018 Hitnotering: (Week 10 t/m 11) 20-01-2018 t/m 27-01-2018 Hitnotering: (Week 12 t/m 14) 17-02-2018 t/m 03-03-2018 Hitnotering: (Week 15) 14-04-2018 | Hitnotering: (Week 1 t/m 4) 14-10-2017 t/m 04-11-2017 Hitnotering: (Week 5 t/m 6) 25-11-2017 t/m 02-12-2017 Hitnotering: (Week 7 t/m 9) 23-12-2017 t/m 06-01-2018 Hitnotering: (Week 10 t/m 11) 20-01-2018 t/m 27-01-2018 Hitnotering: (Week 12 t/m 14) 17-02-2018 t/m 03-03-2018 Hitnotering: (Week 15) 14-04-2018 | Hitnotering: (Week 1 t/m 4) 14-10-2017 t/m 04-11-2017 Hitnotering: (Week 5 t/m 6) 25-11-2017 t/m 02-12-2017 Hitnotering: (Week 7 t/m 9) 23-12-2017 t/m 06-01-2018 Hitnotering: (Week 10 t/m 11) 20-01-2018 t/m 27-01-2018 Hitnotering: (Week 12 t/m 14) 17-02-2018 t/m 03-03-2018 Hitnotering: (Week 15) 14-04-2018 | Hitnotering: (Week 1 t/m 4) 14-10-2017 t/m 04-11-2017 Hitnotering: (Week 5 t/m 6) 25-11-2017 t/m 02-12-2017 Hitnotering: (Week 7 t/m 9) 23-12-2017 t/m 06-01-2018 Hitnotering: (Week 10 t/m 11) 20-01-2018 t/m 27-01-2018 Hitnotering: (Week 12 t/m 14) 17-02-2018 t/m 03-03-2018 Hitnotering: (Week 15) 14-04-2018 | Hitnotering: (Week 1 t/m 4) 14-10-2017 t/m 04-11-2017 Hitnotering: (Week 5 t/m 6) 25-11-2017 t/m 02-12-2017 Hitnotering: (Week 7 t/m 9) 23-12-2017 t/m 06-01-2018 Hitnotering: (Week 10 t/m 11) 20-01-2018 t/m 27-01-2018 Hitnotering: (Week 12 t/m 14) 17-02-2018 t/m 03-03-2018 Hitnotering: (Week 15) 14-04-2018 | Hitnotering: (Week 1 t/m 4) 14-10-2017 t/m 04-11-2017 Hitnotering: (Week 5 t/m 6) 25-11-2017 t/m 02-12-2017 Hitnotering: (Week 7 t/m 9) 23-12-2017 t/m 06-01-2018 Hitnotering: (Week 10 t/m 11) 20-01-2018 t/m 27-01-2018 Hitnotering: (Week 12 t/m 14) 17-02-2018 t/m 03-03-2018 Hitnotering: (Week 15) 14-04-2018 | Hitnotering: (Week 1 t/m 4) 14-10-2017 t/m 04-11-2017 Hitnotering: (Week 5 t/m 6) 25-11-2017 t/m 02-12-2017 Hitnotering: (Week 7 t/m 9) 23-12-2017 t/m 06-01-2018 Hitnotering: (Week 10 t/m 11) 20-01-2018 t/m 27-01-2018 Hitnotering: (Week 12 t/m 14) 17-02-2018 t/m 03-03-2018 Hitnotering: (Week 15) 14-04-2018 | Hitnotering: (Week 1 t/m 4) 14-10-2017 t/m 04-11-2017 Hitnotering: (Week 5 t/m 6) 25-11-2017 t/m 02-12-2017 Hitnotering: (Week 7 t/m 9) 23-12-2017 t/m 06-01-2018 Hitnotering: (Week 10 t/m 11) 20-01-2018 t/m 27-01-2018 Hitnotering: (Week 12 t/m 14) 17-02-2018 t/m 03-03-2018 Hitnotering: (Week 15) 14-04-2018 | Hitnotering: (Week 1 t/m 4) 14-10-2017 t/m 04-11-2017 Hitnotering: (Week 5 t/m 6) 25-11-2017 t/m 02-12-2017 Hitnotering: (Week 7 t/m 9) 23-12-2017 t/m 06-01-2018 Hitnotering: (Week 10 t/m 11) 20-01-2018 t/m 27-01-2018 Hitnotering: (Week 12 t/m 14) 17-02-2018 t/m 03-03-2018 Hitnotering: (Week 15) 14-04-2018 | Hitnotering: (Week 1 t/m 4) 14-10-2017 t/m 04-11-2017 Hitnotering: (Week 5 t/m 6) 25-11-2017 t/m 02-12-2017 Hitnotering: (Week 7 t/m 9) 23-12-2017 t/m 06-01-2018 Hitnotering: (Week 10 t/m 11) 20-01-2018 t/m 27-01-2018 Hitnotering: (Week 12 t/m 14) 17-02-2018 t/m 03-03-2018 Hitnotering: (Week 15) 14-04-2018 | Hitnotering: (Week 1 t/m 4) 14-10-2017 t/m 04-11-2017 Hitnotering: (Week 5 t/m 6) 25-11-2017 t/m 02-12-2017 Hitnotering: (Week 7 t/m 9) 23-12-2017 t/m 06-01-2018 Hitnotering: (Week 10 t/m 11) 20-01-2018 t/m 27-01-2018 Hitnotering: (Week 12 t/m 14) 17-02-2018 t/m 03-03-2018 Hitnotering: (Week 15) 14-04-2018 | Hitnotering: (Week 1 t/m 4) 14-10-2017 t/m 04-11-2017 Hitnotering: (Week 5 t/m 6) 25-11-2017 t/m 02-12-2017 Hitnotering: (Week 7 t/m 9) 23-12-2017 t/m 06-01-2018 Hitnotering: (Week 10 t/m 11) 20-01-2018 t/m 27-01-2018 Hitnotering: (Week 12 t/m 14) 17-02-2018 t/m 03-03-2018 Hitnotering: (Week 15) 14-04-2018 | Hitnotering: (Week 1 t/m 4) 14-10-2017 t/m 04-11-2017 Hitnotering: (Week 5 t/m 6) 25-11-2017 t/m 02-12-2017 Hitnotering: (Week 7 t/m 9) 23-12-2017 t/m 06-01-2018 Hitnotering: (Week 10 t/m 11) 20-01-2018 t/m 27-01-2018 Hitnotering: (Week 12 t/m 14) 17-02-2018 t/m 03-03-2018 Hitnotering: (Week 15) 14-04-2018 | Hitnotering: (Week 1 t/m 4) 14-10-2017 t/m 04-11-2017 Hitnotering: (Week 5 t/m 6) 25-11-2017 t/m 02-12-2017 Hitnotering: (Week 7 t/m 9) 23-12-2017 t/m 06-01-2018 Hitnotering: (Week 10 t/m 11) 20-01-2018 t/m 27-01-2018 Hitnotering: (Week 12 t/m 14) 17-02-2018 t/m 03-03-2018 Hitnotering: (Week 15) 14-04-2018 |
| Week: | 1 | 2 | 3 | 4 | | 5 | 6 | | 7 | 8 | 9 | | 10 | 11 | | 12 | 13 | 14 | | 15 | |
| --- | --- | --- | --- | --- | --- | --- | --- | --- | --- | --- | --- | --- | --- | --- | --- | --- | --- | --- | --- | --- | --- |
| Positie: | 56 | 92 | 147 | 197 | uit | 104 | 153 | uit | 142 | 182 | 163 | uit | 176 | 169 | uit | 169 | 155 | 182 | uit | 188 | uit |

## Prijzen en nominaties
| Jaar | Prijs                 | Categorie                              | Genomineerde(n)                  | Uitslag     |
| ---- | --------------------- | -------------------------------------- | -------------------------------- | ----------- |
| 2018 | BAFTA Award           | Beste filmmuziek                       | Hans Zimmer & Benjamin Wallfisch | Genomineerd |
| 2018 | Critics' Choice Award | Beste filmmuziek                       | Hans Zimmer & Benjamin Wallfisch | Genomineerd |
| 2018 | Grammy Award          | Best Score Soundtrack for Visual Media | Hans Zimmer & Benjamin Wallfisch | Genomineerd |